# 丸木スマ
丸木 スマ（まるき スマ、1875年（明治8年）1月2日 - 1956年（昭和31年）11月14日）は、20世紀に活動した日本の画家。画家・丸木位里の母親で、自身も70歳を過ぎて絵を描きはじめ、画壇で評価を受けた。

## 生涯

### 幼少時
広島県安佐郡伴村（現・広島市安佐南区）の農家に生まれる。1878年（明治11年）、3歳で母親が死去し、叔母に引きとられて暮らす。窮屈が嫌いで学校へ行かず、読み書きを学ばなかったが、野山を駆けまわり元気に成長した。

### 主婦として
1897年（明治30年）、22歳の頃に安佐郡飯室村（現・広島市安佐北区）の丸木金助と結婚。太田川中流沿いの船宿兼農家の家業を手伝いながら、位里をはじめ3男1女を生み育てる。位里に加えて娘のアヤコ（大道あや）も後に60歳を過ぎて絵筆をとり画家となった
。
やがて川船の衰退に伴って家業の船宿が傾き、借金が増えたため、1931年（昭和6年）に家財を売り払って広島市内に転居する。翌1932年（昭和7年）には三滝町（現・広島市西区）に住む。1945年（昭和20年）8月6日、広島に原爆が投下されたときには、スマは金助とともに早朝から大八車で市の中心部から材木を運び、帰宅したばかりだった。スマは風呂場で被災し、家は半壊したが命はとりとめた。しかし翌年3月に金助は死去した。

### 画家として
スマが絵を描きはじめた正確な時期は不明だが、戦後ほどなく正月の寄せ書きで石に墨をつけて紙に押しつけ、足を描いてねずみができたとよろこんだ話や、瀬戸内海でとれたメバルの絵を描き、その出来栄えが家族を驚かせたことをきっかけに本格的に絵を描きはじめたという話を、位里とその妻の赤松俊子（丸木俊）は回想している。
もっとも早い展覧会の出品としては、1950年（昭和25年）の第4回女流画家協会展に5点、第2回広島県美術展に2点の絵画の展示記録が残っている。
1951年（昭和26年）、第5回女流画家協会展に《母猫》（原爆の図丸木美術館蔵）など5点の絵画を出品、中央画材賞を受賞して会員となる。秋には再興第36回日本美術院展に出品し、《海》（原爆の図丸木美術館蔵）、《餌》、《野》（原爆の図丸木美術館蔵）が初入選する。
1952年（昭和27年）には広島・福屋で初個展を開催、約130点を展示し、広島県知事も訪れるなど評判となった。第6回女流画家協会展にも5点を出品し、再興第37回日本美術院展に《池の友だち》、《せみが鳴く》、《鳥の林》（いずれも原爆の図丸木美術館蔵）が連続入選する。
1953年（昭和28年）には第4回選抜秀作美術展に《池の友だち》が選抜され、日本橋三越で展示された。第7回女流画家協会展にも5点を出品し、再興第38回日本美術院展には《巣》、《きのこ》（いずれも広島県立美術館蔵）が入選して院友に推挙された。
1954年（昭和29年）正月、中国新聞社の企画で広島の日本画家・金島桂華と対談。第8回女流画家協会展に《やさい》、《にわとり》（いずれも原爆の図丸木美術館蔵）、《蝶》（広島県立美術館蔵）を出品し、日本航空賞を受賞。秋には童画展に《ふるさと》、《動物》（いずれも広島県立美術館蔵）を出品。大塔書店より初の作品集『丸木スマ画集』を刊行した。画集には安田靭彦や河北倫明が寄稿している。12月には日本橋白木屋で第2回個展を開催。
1955年には第6回選抜秀作美術展に《蝶》が選抜されている。第9回女流画家協会展には《ろん》、《ばくろう》（いずれも原爆の図丸木美術館蔵）を出品し、再興第40回日本美術院展には2年ぶりに《簪》（原爆の図丸木美術館蔵）が入選した。翌1956年（昭和31年）の第10回女流画家協会展にも2点を出品した。

### 突然の死
しかし同年（1956年）位里と俊が「原爆の図」世界巡回展のため留守にしていた11月14日に東京都練馬区谷原の自宅でスマが殺害される事件が発生した。室内からは現金なども盗まれ、金銭目当ての犯行であった。当時「原爆の図」展などを手伝っていた顔見知りの青年の犯行と言われたが、その容疑者は3日後に投身自殺をしている。位里と俊は1か月後にアムステルダムでスマの死の知らせを聞き、位里は急きょ帰国。俊も翌年2月に帰国した。

## 没後

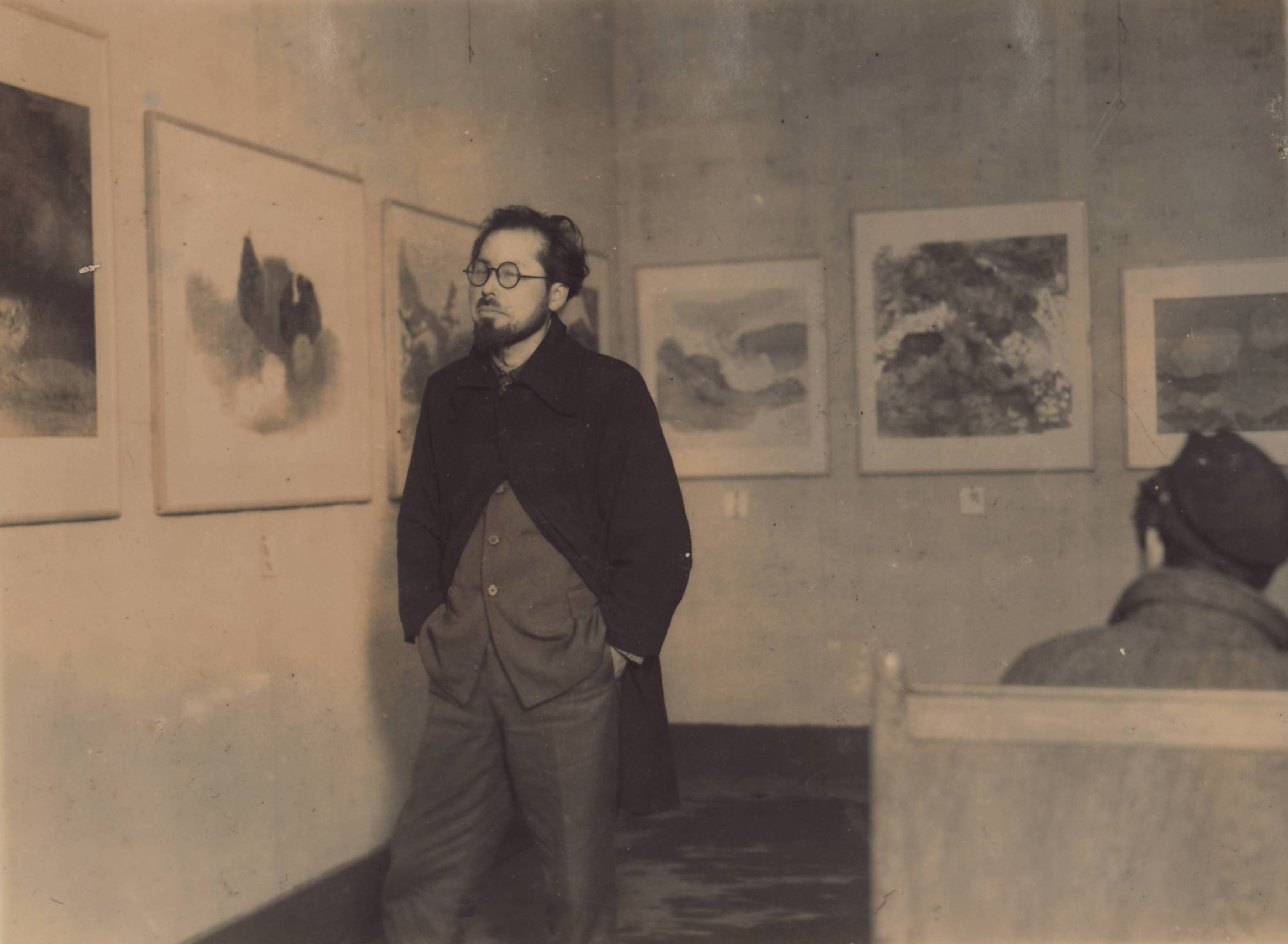
丸木位里 / スマの子で画家。

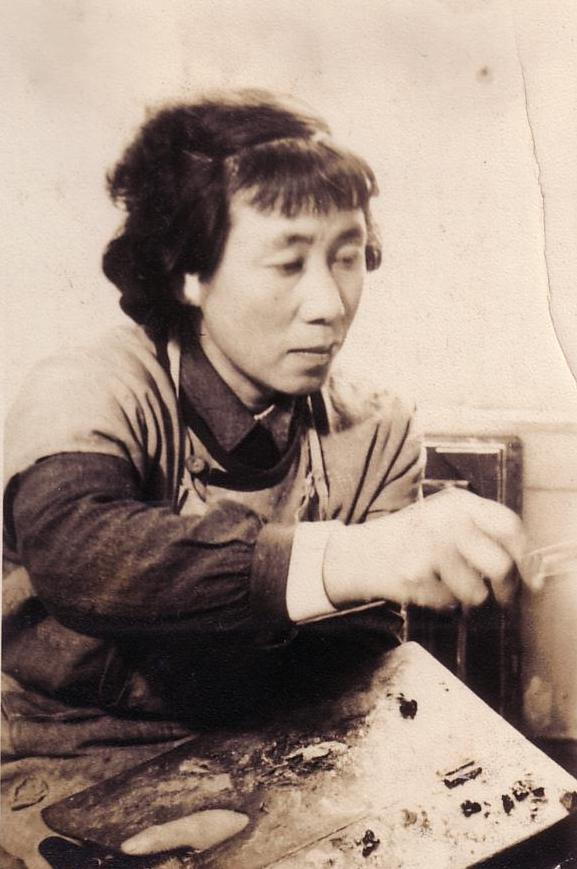
丸木俊 / 位里の妻で同じく画家。「女絵かき」としての義母・スマの後継者を自任した。

1957年（昭和32年）、「丸木スマ遺作展」が東京、名古屋、徳島、広島を巡回して開催される
。位里の妻の俊は結婚後も旧姓の赤松を名乗っていたが、遺作展を機にスマから「女絵かきの名を受け継ぐ」と、丸木姓を名乗る決意をする。7月には「現代美術十年の傑作展」が開催され、スマの《池の友だち》が選出された
。
1958年（昭和33年）には第12回女流画家協会展で遺作12点が特別陳列された。1961年（昭和36年）日本橋高島屋にて「近代百年を彩る女流画」が開催され、「簪」「ばくろう」が展示される。1962年（昭和37年）には山形県酒田市の本間美術館で「丸木スマ遺作展」が開催される。1972年の広島県立美術館「第2回郷土物故作家展」では70点が展示された。
1981年（昭和56年）にはNHK「日曜美術館」で「私と丸木スマ」（丸木俊出演）が放送される。1984年（昭和59）には小学館から『丸木スマ画集　花と人と生きものたち』が刊行された。その後も1986年（昭和61年）に世田谷美術館「芸術と素朴」展に《簪》、《ろん》が出品されるなど人気は根強く続き、2008年（平成20年）には埼玉県立近代美術館で「丸木スマ展　樹・花・生きものを謳う」が開催、同年9月7日にはNHK「新日曜美術館」で「母と娘 咲き誇るいのち 丸木スマ・大道あや」（アーサー・ビナード出演）が放送された。
2017年（平成29年）には一宮市三岸節子記念美術館にて「丸木スマ展　おばあちゃん画家の夢」、2021年（令和3年）にはベルナール・ビュフェ美術館にて「わしゃ、今が花よ　70歳で開花した絵心　丸木スマ展」が開催された
。

## 被爆体験と画業
スマの作品は動植物を描いた平和な画題がほとんどであるが、一部には被爆後の状況を描いたものも存在する。1950年には水彩・クレヨンによる記録画「ピカのとき」を制作し、これ以外の記録画も死後になって発見されている。
また丸木位里・赤松俊子（俊）夫妻が1950年に制作した絵本『ピカドン』で表紙に描かれ、登場人物の一人となっている「おばあさん」はスマがモデルであり、俊による絵本『ひろしまのピカ』（1980年）に登場する「ピカは人が落とさにゃ落ちてこん」というセリフはスマ自身の言葉とされている。

## 画集・図録
- 『丸木スマ画集』 大塔書店、1954年
- 『丸木スマ画集 花と人と生きものたち』 小学館、1984年
- 『日曜美術館30年展』 NHK、2006年
- 『丸木スマー樹・花・生きものを謳う』埼玉県立近代美術館、2008年（原爆の図丸木美術館より再刊、2012）
- 『イノセンスーいのちに向き合うアート』栃木県立美術館、2010年
- 『丸木スマ展 おばあちゃん画家の夢』一宮市三岸節子記念美術館、2017年
- 『生命のリアリズム 珠玉の日本画』神奈川県立近代美術館、2020年
- 『Everyday Life：わたしは生まれなおしている』東京都美術館、2021年

## 関連文献
- 赤松俊子「八十歳の女流画家 うづもれていた天才嫗が画は誰にでもかけることを証明した」『新女苑』1951年12月号
- 丸木スマ「八十の手習ひ」『芸術新潮』1952年11月号
- 志摩夏夫「八十の手習い ―院展入選の丸木スマ女―」『これから』1953年10月号
- 丸木位里・赤松俊子『ちび筆』室町書房、1954年
- 丸木位里・赤松俊子『絵は誰でも描ける』室町書房、1954年
- 紅谷美津「わらわれた木のぼり」今井誉次郎・壷井栄（編）『えらいひとのこどものころ 一年生』鶴書房、1955年
- 大道あや『へくそ花も花盛り』福音館書店、1985年（文庫版2004年）
- 石牟礼道子「黙示的な野の光 ―丸木スマ画集『花と人と生きものたち』を見て―」『本の窓』1985年2月号
- 水上勉「‟野”の歌をうたう画家たち」『芸術新潮』1986年3月号
- 丸木俊『いいたいことがありすぎて』筑摩書房、1987年
- 丸木位里『丸木位里画文集 流々遍歴』岩波書店、1988年
- 菅原憲義「おばあさん画伯」『遺言 丸木位里・俊の五十年』青木書店、1996年
- アーサー・ビナード「村の夕暮れ」『朝日新聞』連載「日々の非常口」2004年11月18日
- いさじ章子「受動性の強さ・丸木スマ『白い鳥』」『ジェンダーのアート散歩』ひろしま女性学研究所、2005年
- 小沢節子「丸木スマと大道あやの「絵画世界」」『原爆文学研究』第8号、2009年
- 岡村幸宣「スマさんと猫」『作家の猫2』平凡社、2011年
- 岡村幸宣「クレマチスの丘に咲く丸木スマの「花」」『ベルナール・ビュフェ美術館　館報』第5号、2021年